# Kalikst I (patriarcha Konstantynopola)
Kalikst I, gr. Κάλλιστος Α΄, Kallistos I (zm. w sierpniu 1363 w Konstantynopolu) – patriarcha Konstantynopola w latach 1350–1354 oraz 1355–1363.

## Życiorys
10 czerwca 1350 Kalikst, mnich z góry Athos, znany hezychasta, «uparty i nieuczony», został wybrany następcą patriarchy Izydora. Na prośbę Jana VI Kantakuzena, zwołał 27 maja 1351 synod w pałacu blacherneńskim, który trwał 15 dni. Mimo że cesarz, który przewodniczył obradom, życzył sobie, żeby «antypalamici» reprezentowani przez Nicefora Gregorasa mogli się swobodnie wypowiadać, synod doprowadził do zwycięstwa doktryny Grzegorza Palamasa. Na ostatniej sesji, 9 czerwca, odczytano w całości decyzje podjęte na synodach latach 1341 i 1347; Kalikst zaproponował dysydentom powrót na stanowiska, a gdy arcybiskup Efezu i Gano odmówili zmiany swoich poglądów, zostali osadzeni a ich zwolenników uwięziono.
W 1353 r., zaniepokojony próbą złamania przez Jana VI Kantakuzena, złożonej w 1347 r., obietnicy respektowania prawa Jana V Paleologa do tronu, Kalikst odmówił koronacji syna cesarza Mateusza Kantakuzena. Został wówczas zesłany na wyspę Tenedos, skąd zbiegł do Jana V. Po kilku miesiącach Jan VI Kantakuzen zastąpił Kaliksta Filoteuszem Kokkinem, który okazał się bardziej ugodowy.
Po objęciu władzy przez Jana V Kalikst powrócił na tron patriarszy. W okresie swego drugiego patriarchatu sprzeciwiał się cesarskim planom zawarcia unii kościelnej. Dbając o przywileje patriarchatu starał się przywrócić zwierzchnictwo Konstantynopola nad Kościołem bułgarskim. Przeciwstawiał się tendencjom do tworzenia Kościołów narodowych. W homiliach i mowach dogmatycznych propagował hezychazm. Pod koniec życia wziął udział w poselstwie do Serbów w celu zawarcia przymierza antytureckiego. Przyjęła go wówczas w Seres cesarzowa  Helena, wdowa po Stefanie Duszanie. Spotkanie to nie przyniosło jednak żadnych rezultatów. Kalikst zmarł w sierpniu 1363.

## Pisma
Oprócz pism polemicznych w obronie hezychazmu, między innymi skierowanych przeciw Niceforowi Gregorasowi, Kalikst pozostawił też homilie o treści etycznej, ascetycznej i pastoralnej. W żywotach świętego Grzegorza Synaity (wyd. po grecku w 1896 w Petersburgu) i Teodozjusza Tyrnowskiego (wyd. w j. staroserbskim w 1904 przez W. Złatarskiego) ukazał dzieje Kościoła po upadku Bizancjum, spory pomiędzy hezychastami a ich przeciwnikami i żywe wciąż jeszcze wśród Bułgarów kulty pogańskie. Wśród nie wydanych dzieł Kaliksta I pozostaje 50 homilii z manuskryptu Chilandar 8 z XV wieku, 13 homilii oraz enkomion ku czci Jana IV Postnika zachowane w 5 manuskryptach z XIV–XVI wieku, homilia na Podwyższenie Krzyża Świętego. Homilie występujące pod jego imieniem w języku słowiańskim są autorstwa patriarchy Jana IX Agapeta.